# Kushtaka-Gletscher
Der Kushtaka-Gletscher ist eine Gletscherzunge des Martin-River-Gletschers im Südosten der Chugach Mountains in Südzentral-Alaska.

## Geografie
Der Kushtaka-Gletscher zweigt auf einer Höhe von ungefähr 350 m vom Hauptgletscher des Martin-River-Gletschers nach Süden ab. Er ist ungefähr 6,1 km lang und 1,8 km breit. Er endet auf etwa 50 m Höhe 1,7 km nördlich des Kushtaka Lake. Das Schmelzwasser des Kushtaka-Gletschers fließt in den Kushtaka Lake. Dessen Abfluss, der Stillwater Creek, mündet in den Bering River, einen Zufluss des Golfs von Alaska. 
Die Gletscherzunge ist im Rückzug begriffen.